# Hemerobius hernandezi
Hemerobius hernandezi is een insect uit de familie van de bruine gaasvliegen (Hemerobiidae), die tot de orde netvleugeligen (Neuroptera) behoort. 
Hemerobius hernandezi is voor het eerst wetenschappelijk beschreven door Monserrat in 1996.